# Ольховий Ключ
Ольхо́вий Ключ (рос. Ольховый Ключ, башк. Ерекле Шишмә) — присілок у складі Аскінського району Башкортостану, Росія. Входить до складу Петропавловської сільської ради.
Населення — 42 особи (2010; 56 у 2002).
Національний склад:
- башкири — 98 %